# Euplinthus ophthalmicus
Euplinthus ophthalmicus là một loài bọ cánh cứng trong họ Elateridae. Loài này được Perty miêu tả khoa học năm 1830.